# بيت أندرسون
بيت أندرسون (بالإنجليزية: Pete Anderson)‏ هو منتج أسطوانات وملحن أمريكي، ولد في 23 يوليو 1948 في ديترويت في الولايات المتحدة.